# Кведи, Патрис
Патри́с Кведи́ (фр. Patrice Kwedi; 30 сентября 1983, Яунде, Камерун) — камерунский футболист, защитник клуба «Сесвете».

## Биография
Футболом начал заниматься в клубе «Олимпик» (Мволе). Позже перешёл в «Динамо» (Загреб), провёл 5 матчей за клуб. Позже выступал в клубах «Поморац», «Гётеборг», «Орхус», «Карловац», «Новалья» — все на правах аренды. В августе 2005 года перешёл на правах аренды в клуб «Шибеник», дебют 4 ноября 2006 года в матче «Шибеник» — «Динамо» (Загреб) (2:1). В августе 2007 года был в аренде в клубе «Интер-Запрешич» провёл 9 матчей и вернулся в «Динамо». В январе 2008 года стал полноправным игроком «Шибеника».
Выступал за сборную Камеруна до 21 года.